# 社長の晩ごはん
社長の晩ごはん（しゃちょうのばんごはん）は、北海道テレビ放送（HTB）にて2014年1月9日から同年3月27日まで全12回放送されたグルメ番組である。

## 概要
『HTB深夜開拓魂』第14作。
「日本の会社の社長さんは普段、どんな晩ごはんを食べているのだろうか?」という素朴な疑問をドキュメントタッチで描き、社長の哲学・成功の秘訣に迫る番組。ナレーションは大橋千絵が担当。

## 放送日時・内容
| 回 | 放送日 （2014年） | 名前 （会社名）                           | 晩ごはんの内容                                                                                  |
| -- | ----------------- | ----------------------------------------- | ----------------------------------------------------------------------------------------------- |
| 1  | 1月9日            | 村田晃啓 （株式会社ムラタ）               | ナスの味噌炒め、アサリの味噌汁、ミックスフライ                                                  |
| 2  | 1月16日           | 小林米三郎 （小林酒造株式会社）           | 冷奴、ホウレン草のお浸し、野菜サラダ煮物、油揚げの焼き物                                        |
| 3  | 1月23日           | 折茂武彦 （北海道バスケットボールクラブ） | 殺風景サラダ（キュウリ、レタスなど）、水をレンジでチンしたスープ タラコが混ざらないタラコパスタ |
| 4  | 1月30日           | 武居秀幸 （ハミューレ株式会社）           | 煮込みハンバーグ、イカと大根の煮つけ                                                            |
| 5  | 2月6日            | 清水宏保 （ノース治療院）                 | 春菊の炒め物、ニラの卵とじ、レタス・モヤシ・舞茸の野菜炒め、 鶏手羽先の煮物                     |
| 6  | 2月13日           | 長谷川貫一 （長谷川産業株式会社）         | 1か月の3分の2は会食、残り数日はインスタントラーメンなどで過ごす                                 |
| 7  | 2月20日           | 福山恵太郎 （ベル食品株式会社）           | メインはスープカレー、サラダには自社のドレッシングをかけて食べる                                |
| 8  | 2月27日           | 菊池正紀 （株式会社オズ）                 | イカの刺身、イカゴロと野菜の味噌炒め、おでん                                                    |
| 9  | 3月6日            | きくち美由紀 （有限会社エッグ）           | イカの刺身、イカゴロと野菜の味噌炒め、おでん                                                    |
| 10 | 3月13日           | 阪口あき子 （株式会社シンプルウェイ）     | クリームシチュー、豆腐ハンバーグ、野菜炒め（イカ塩辛付き）                                      |
| 11 | 3月20日           | 板垣江美 （株式会社いたがき）             | 山菜たっぷりの煮物、アジの開き、湯豆腐                                                          |
| 12 | 3月27日           | 野々村芳和 （北海道フットボールクラブ）   | 電子レンジで温めるごはんとコンビニで買ったお惣菜                                                |

## スタッフ
- 企画・プロデュース：上原みゆき
- 撮影：道下学、冨士朝未、坂本忠昭、三戸史雄、原田航介、後藤佑喜、浅野光宏
- 音声：佐貫亮太、藤田和也、三好一弥、関千尋、松澤聡、小原幸恵、美水慎吾、高橋政人
- 照明：赤塚千尋、水谷信彦、星野拳、柴﨑雅幸、東方淳（KYORITZ）
- MA・音効：沢里憲壮
- 美術：山﨑耕司、柴田有弓、加藤千晶
- WEB：HTBポッドキャスト1号
- 協力：BgBee、クロステレビビジョン
- AD：加藤和弥
- ディレクター：辻崎剛広、南部健吾、すぎやまりょう[2]
- チーフディレクター：海野祐至
- プロデューサー：大畑隼介
- 制作著作：北海道テレビ放送